# Staff Barootes
 (mai 2024).
Si vous disposez d'ouvrages ou d'articles de référence ou si vous connaissez des sites web de qualité traitant du thème abordé ici, merci de compléter l'article en donnant les références utiles à sa vérifiabilité et en les liant à la section « Notes et références ».
Efstathios William (Staff) Barootes (15 novembre 1918-30 juillet 2000) est un médecin, urologue et homme politique canadien de la Saskatchewan.

## Biographie
Né dans à Winnipeg au Manitoba de parents immigrants grecs, la famille s'installe par la suite à Saskatoon. Il reçoit un baccalauréat en art en 1940 et un licence en médecine de l'université de Toronto en 1943. Durant la Seconde Guerre mondiale, il prend part au Corps médical royal canadien. Après le conflit, il suit une formation postdoctorale en urologie. Il s'installe ensuite à Regina où il pratique jusqu'à sa retraite en 1979. Par la suite, il sert comme trésorier et vice-président de l'Association médicale canadienne.
Ayant un intérêt pour la politique, il devient bailleur de fonds pour le Parti progressiste-conservateur de la Saskatchewan et soutient la formation du gouvernement en 1982. En 1984, il est nommé au Sénat du Canada par le premier ministre Brian Mulroney afin de représenter la division sénatoriale de Regina-Qu'Appelle.[réf. nécessaire] Il quitte le Sénat peu avant son 75e anniversaire en 1993. 
Barootes meurt en juillet 2000 à l'âge de 81 ans.